# K3리그 (아마추어)의 외국인 선수 목록
K3리그 (아마추어) 외국인 선수 명단은 대한축구협회에 K3리그 (아마추어) 출전 선수로 공식 선수 등록을 완료한 4부리그 K3리그 (아마추어)의 외국인 선수들의 명단이다.
- 선수 이름은 정식 이름 / 한글 K3리그 등록명 형식으로 병행 표기한다.
- 기울인 글씨로 표시된 등록명은 일시적으로 사용 혹은 최종 등록명 이전 등록명이다.
- 복수국적자의 경우 대한축구협회에 선수 등록시 선택한 국적으로 표기한다.
- 복수국적자 참고사항에서 국가대표팀 경력이 있는 선수의 경우 국가대표팀 경력을 쌓은 국가를 기울인 글씨로 먼저 기재한다.
- 각 구단에서 영입 후 대한축구협회에 공식 선수 등록 전 방출한 선수는 기재하지 않는다.

## 남아메리카-CONMEBOL

### 브라질
- 호드리구 / 호드리고 (2018 시흥시민축구단)

## 같이 보기
- K3리그의 외국인 선수 명단
- K4리그의 외국인 선수 명단
- K3리그 (아마추어)
- K3리그
- K4리그